# Рудно (Ленинградская область)
Рудно — деревня в Новосельском сельском поселении Сланцевского района Ленинградской области.

## История
Село Рудное упоминается на карте Санкт-Петербургской губернии 1792 года А. М. Вильбрехта.
Как село Русной Погост оно обозначено на карте Санкт-Петербургской губернии Ф. Ф. Шуберта 1834 года.

НОВАЯ КУПРОВЩИНА — деревня принадлежит ведомству Павловского городового правления, число жителей по ревизии: 111 м. п., 115 ж. п.

При ней церковь во имя Святого великомученика Георгия и Рождества предтечи Иоанна (1838 год)

Как село Русной она отмечена на карте профессора С. С. Куторги 1852 года.

РУДНО — село Павловского городового правления, по просёлочной дороге, число дворов — 38, число душ — 132 м. п. (1856 год)

РУДНО (НОВОКУПРОВЩИНА) — деревня Павловского городового правления при речке Руденке, число дворов — 42, число жителей: 159 м. п., 168 ж. п. (1862 год)

Сборник Центрального статистического комитета описывал её так:

РУДНО-НОВОКУПРОВЩИНА — деревня бывшая владельческая при речке Рудне, дворов — 47, жителей — 302; школа, 3 кожевенных завода, 8 гончарных заводов, водяная мельница. (1885 год)

В XIX — начале XX века деревня административно относилась к Выскатской волости 1-го земского участка 1-го стана Гдовского уезда Санкт-Петербургской губернии.
Согласно Памятной книжке Санкт-Петербургской губернии 1905 года деревня Рудно-Ново-Купрово входила в Рудненское сельское общество.

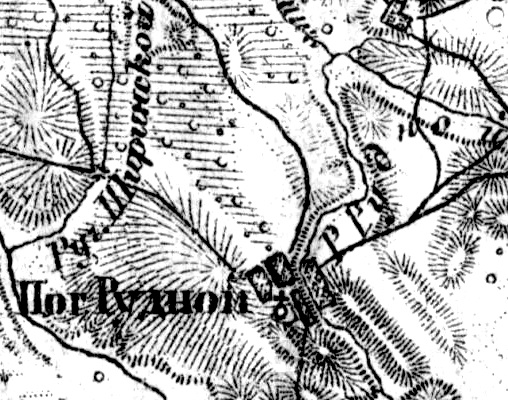
Деревня Рудно на карте 1919 года

Согласно карте Петроградской и Эстляндской губерний 1919 года на месте современной деревни находился погост Рудной с деревянной церковью.
В 1917 году деревня находилась в составе Выскатской волости Гдовского уезда.
С 1918 года, в составе Рудненской волости.
С 1922 года, в составе Рудненского сельсовета Выскатской волости.
С 1924 года, в составе Рожкинского сельсовета.
С 1926 года, вновь в составе Рудненского сельсовета
С 1927 года, в составе Рудненского района.
В 1928 году население деревни составляло 327 человек.
По данным 1933 года село Рудня входило в состав Рудненского сельсовета Рудненского района. С августа 1933 года, в составе Гдовского района.
С января 1941 года, в составе Сланцевского района.
Деревня была освобождена от немецко-фашистских оккупантов 3 февраля 1944 года.
С 1954 года, в составе Новосельского сельсовета.
С 1963 года, в составе Кингисеппского района.
По состоянию на 1 августа 1965 года деревня Рудно входила в состав Новосельского сельсовета Кингисеппского района. С ноября 1965 года, вновь в составе Сланцевского района. В 1965 году население деревни составляло 83 человека.
По данным 1973 и 1990 годов деревня Рудно входила в состав Новосельского сельсовета Сланцевского района.
В 1997 году в деревне Рудно Новосельской волости проживали 43 человека, в 2002 году — 37 человек (русские — 86 %).
В 2007 году в деревне Рудно Новосельского СП проживали 57 человек, в 2010 году — 53 человека.

## География
Деревня расположена в южной части района на автодороге 41К-020 (Сижно — Будилово — Осьмино) в месте примыкания к ней автодороги 41К-807 (Рудно — Пустынька — Рыжиково).
Расстояние до административного центра поселения — 8 км.
Расстояние до ближайшей железнодорожной платформы Сланцы — 27 км.
Через деревню протекает река Рудинка.

## Демография
| 1862 | 2007 | 2010 | 2017 |
| ---- | ---- | ---- | ---- |
| 359  | ↘57  | ↘53  | ↗79  |

## Известные уроженцы
- Андрей Афанасьевич Ветвеницкий (1824—1883) — протоиерей Русской православной церкви, настоятель Екатерининского собора в Царском Селе.